# Stanisława Kopiec
Stanisława Kopiec (ur. 27 marca 1953 w Lubeni, zm. 2 marca 2012 w Rzeszowie) – polska poetka.
Debiutowała w 1967 r. w „Zielonym Sztandarze”. Jej wiersze publikowane były w prasie ogólnopolskiej i regionalnej, także w licznych almanachach i antologiach. Laureatka prestiżowych literackich nagród i wyróżnień. Prowadziła indywidualne gospodarstwo rolne, zajmowała się rodziną i wychowywaniem dzieci. O poezji Stanisławy Kopiec polski poeta Tadeusz Nowak powiedział: Jej wiersze czyta się tak, jakby się wyrosło ze żniwnego pola i sięgnęło po garnuszek źródlanej wody. Była członkiem Związku Literatów Polskich.

## Twórczość
- Niebieska wieś (1987)
- Spod znaku Anny (1989)
- Osty i róże (1992)
- Znak wzruszenia (1997)
- Wielki wóz (1997)
- Seans serdeczny (1998)
- Gospodyni mucha: bajeczki dla mojej córeczki (2001) (2008)
- Nie bój się, różo (2003}
- Pokój dziecięcy (2003)
- Czarodziej: wiersze dla dzieci (2007)
- Śliwka i wisienka: wiersze dla dzieci (2008)
- Ptasi mszał (2010)
- Igraszki Frywolnej Staszki (2012) wyd. pośm.
- Niebieski gościniec. Wiersze wybrane. Wybór, opracowanie i posłowie Maria Jentys-Borelowska. Wstęp Józef Baran. Oficyna Literatów i Dziennikarzy "Pod Wiatr", Warszawa 2013.